# Øve os på hinanden
Øve os på hinanden (dänisch für Uns aneinander üben) ist ein dänischsprachiger Popsong, welcher von Laurits Emanuel geschrieben wurde. Mit dem Titel hat das dänische Gesangsduo Fyr og Flamme Dänemark beim Eurovision Song Contest 2021 in Rotterdam vertreten.

## Hintergrund und Produktion
Am 10. Februar 2021 gab die dänische Rundfunkanstalt Danmarks Radio bekannt, dass Fyr og Flamme am kommenden Dansk Melodi Grand Prix 2021 teilnehmen würden. Die Show, welche am 6. März stattfand, konnte die Gruppe in beiden Abstimmungsrunden für sich entscheiden.
Der Titel wurde von Laurits Emanuel geschrieben sowie gemeinsam mit Rune Borup produziert. Borup mischte den Titel auch ab. Das Mastering entstand durch Holger Lagerfeldt.

## Inhaltliches
Der Titel ist durch die Instrumentierung im Stil der 80er-Jahre geprägt. Laut Aussagen der Gruppe gehe es im Lied darum, einander zu vergeben, wenn man Fehler mache. Weiterhin handle das Lied von einem Paar auf der Tanzfläche, welches ausprobiert, welche Tanzschritte am besten funktionieren. Der Titel sei inspiriert von gewissen skandinavischen Traditionen. Seit 1997 ist Øve os på hinanden nach Stemmen i mit liv der erste dänische Grand-Prix-Titel, welcher komplett in Landessprache verfasst ist. Lediglich im Jahre 2019 erhielt der dänische Beitrag Love Is Forever eine Zeile auf Dänisch.

## Beim Eurovision Song Contest
Die Europäische Rundfunkunion kündigte am 17. November 2020 an, dass die für den 2020 abgesagten Eurovision Song Contest ausgeloste Startreihenfolge beibehalten werde. Dänemark trat somit im zweiten Halbfinale in der zweiten Hälfte am 20. Mai 2021 an. Am 30. März gab der Ausrichter bekannt, dass Dänemark die Startnummer 17 erhalten hat und somit als letzter Beitrag im Halbfinale antreten wird.

## Rezeption
Das Billed Bladet schrieb, dass der 80er-Jahre-Stil vom europäischen Publikum als altmodisch empfunden werden könne. Weiter sei die dänische Sprache eine weitere Hürde. Ove Nørhave vom Nordjyske fragte, warum Dänemark mit einer außergewöhnlichen Nummer nicht auch Erfolg haben könne. Schließlich sei bereits im Jahr zuvor der stilistisch ähnliche isländische Beitrag Think About Things als möglicher Sieger beim ESC gehandelt worden.

## Veröffentlichung und kommerzieller Erfolg
Der Titel erreichte in KW 10 auf Anhieb Platz eins der dänischen Charts. Die Single erschien am 10. Februar 2021. Zuletzt habe der dänische Grand-Prix-Beitrag Should’ve Known Better den ersten Platz der Charts erreichen können.
| ChartsChartplatzierungen | Höchstplatzierung | Wochen |
| ------------------------ | ----------------- | ------ |
| Dänemark (IFPI/Nielsen)  | 1 (9 Wo.)         | 9      |